# Guillaume Henri Dufour

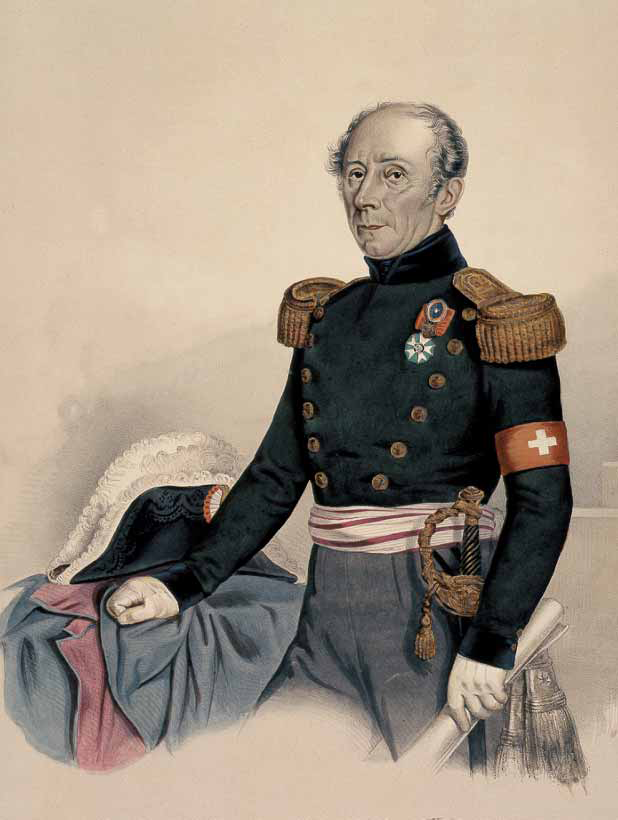
Generaal Guillaume Henri Dufour

Guillaume Henri Dufour (Konstanz, 15 september 1787 - Genève, 14 juli 1875) was een Zwitsers generaal en topograaf. Hij diende onder Napoleon I en leidde het Zwitserse leger naar de overwinning in de oorlog tegen de Sonderbund. Hij was voorzitter van de eerste Conventie van Genève waaruit het Internationale Rode Kruis is ontstaan.

## Vroege carrière
Guillaume Henri Dufour stamde uit een notabelenfamilie uit het kanton Genève. Zijn vader, Bénédict Dufour was klokkenmaker en lid van de Nationale Vergadering van de toenmalige Republiek Genève. Zijn moeder was Pernette Valentin. In 1782 waren de ouders van Guillaume Henri Dufour de stad Genève ontvlucht vanwege ongeregeldheden en vestigden zich in Konstanz, waar Guillaume Henri geboren werd. Toen Guillaume Henri twee jaar oud was keerde het gezin weer naar Genève terug, waar Guillaume Henri lager- en middelbaar onderwijs volgde. Nadien studeerde hij geesteswetenschappen en natuurkunde. Van 1807 tot 1809 studeerde hij aan de École polytechnique in Parijs en daarna van 1809 tot 1810 aan de École supérieure d'application de génie in Metz. Hij trouwde met Suzanne Bonneton, met wie hij vier kinderen kreeg.
Guillaume Henri Dufour nam in 1811 dienst in het Franse leger. Hij werd diverse keren ingezet bij gevechtshandelingen. Hij hield zich ook bezig met de opbouw en het onderhoud van vestingwerken. Hij werd bevorderd tot kapitein en toegevoegd aan de generale staf. In 1814 nam hij deel aan de verdediging van het Franse Keizerrijk.

## Kantonsingenieur

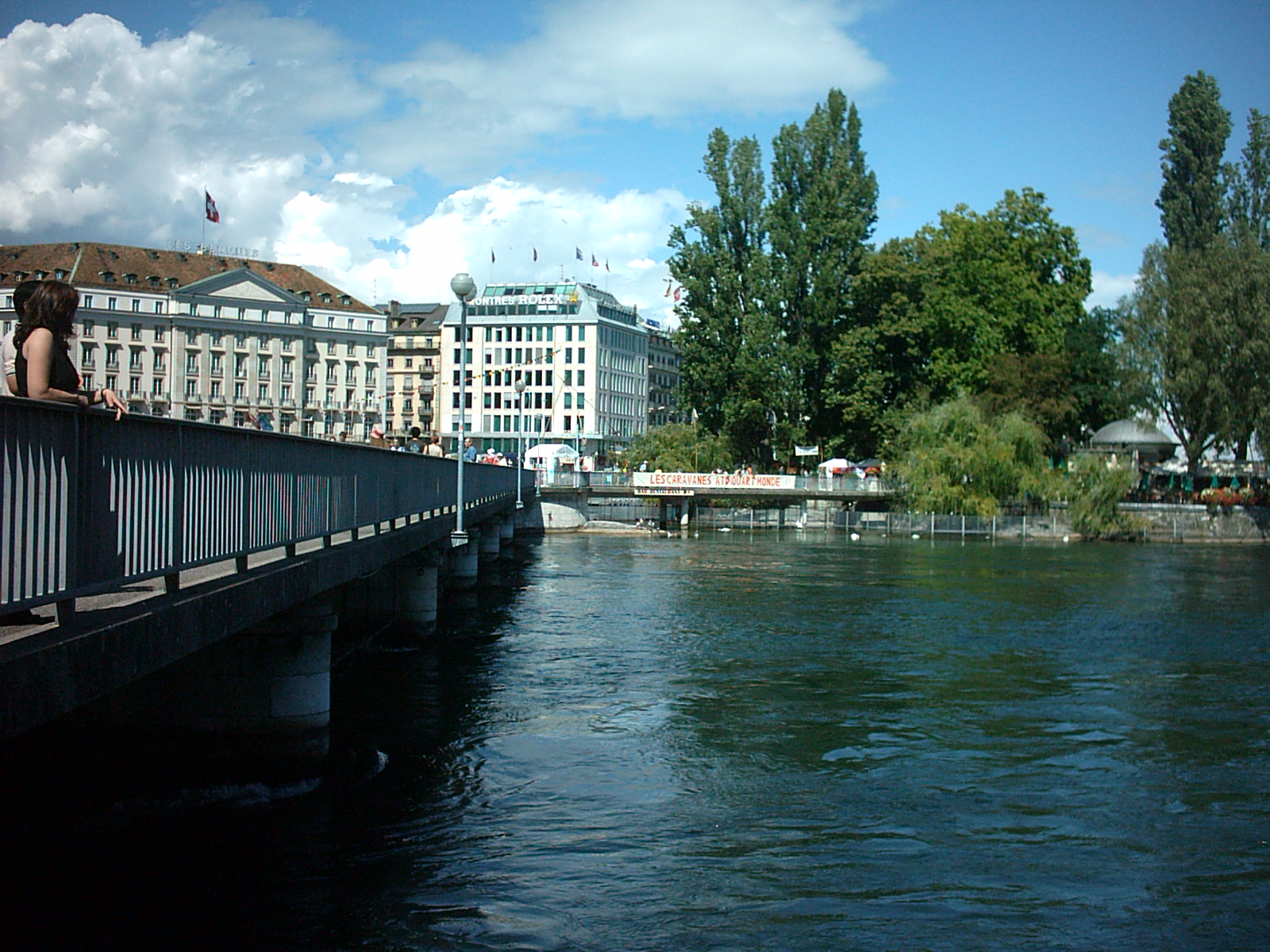
De pont des Bergues

In 1817 keerde hij naar Zwitserland terug en nam de functie van kantonsingenieur van Genève op zich (1817-1850; vanaf 1828 officieel). Vanaf 1823 gaf hij sporadisch colleges wiskunde aan de Academie van Genève.
Guillaume Henri Dufour bouwde als ingenieur diverse hangbruggen, waaronder de Pont des Bergues (1833-1834). Tussen 1820 en 1850 bezocht hij meerdere malen Frankrijk en bestudeerde er de aanleg van spoorwegen en fabrieken. In 1851 zette hij zich in voor de aanleg van de spoorweg Genève-Lyon.

## Opperbevelhebber en generaal

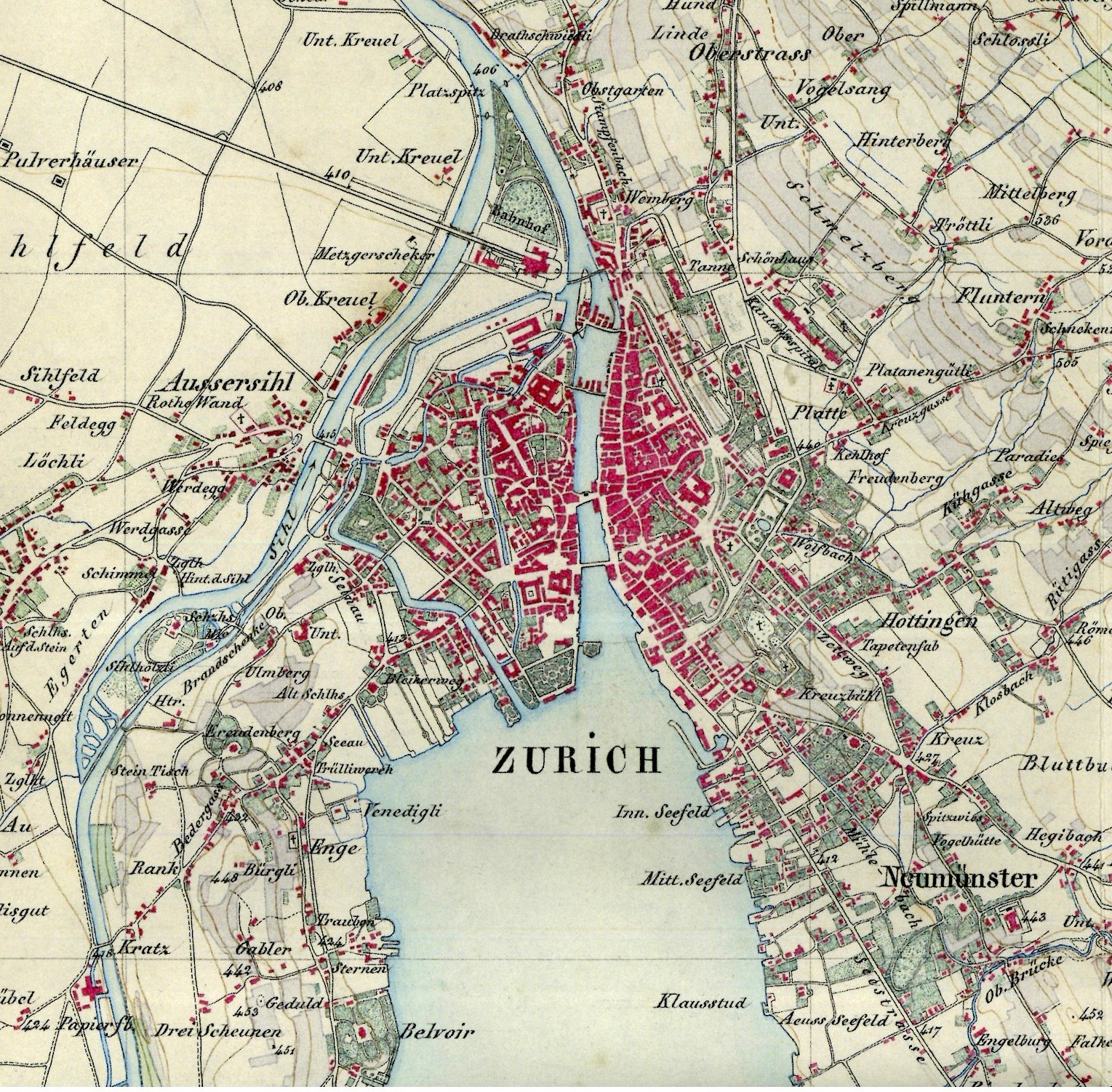
Zürich op de Dufourkaart

Guillaume Henri Dufour werd in 1817 bevorderd tot kapitein in het Zwitserse leger, in 1820 tot luitenant-kolonel en in 1827 tot kolonel, de (toenmalige) hoogste militaire rang binnen het Zwitserse leger. In 1819 was hij medeoprichter van de militaire academie van Thun, waar hij tot 1831 werkzaam was als genie-instructeur. Hij gaf in die functie ook Prins Lodewijk Napoleon, de latere keizer Napoleon III, les, met wie vriendschappelijke banden onderhield.
Guillaume Henri Dufour werd in 1831 chef van de generale staf. Hij had als voornaamste taak de verdediging van Zwitserland te organiseren, zodat Zwitserland in geval van oorlog in Europa voorbereid zou zijn. In 1832 werd hij bevorderd tot kolonel-kwartiermeester en werd hiermee de hoogste officier van het Eedgenootschap. In die functie nam hij deel aan de Tagsatzungen (vergaderingen van het bestuur van Zwitserland) en leidde hij de commissie die een nieuwe kaart van Zwitserland moest maken. Deze kaart, met de schaal van 1:100.000, was in 1864 af.
In 1843 onderdrukte Dufour een confrontatie tussen conservatieven en radicalen in Genève.
In 1845 richtten acht (sinds 1847) conservatieve rooms-katholieke landelijke kantons de Sonderbund op, om een tegenwicht te vormen tegen de liberale en radicale protestantse (grotendeels) stedelijke kantons. De Tagsatzung verdacht de Sonderbund van separatisme en eiste de ontbinding van de Sonderbund. De leiding van de Sonderbund weigerde hierop in te gaan en de spanningen tussen de Sonderbund en het Eedgenootschap liepen hoog op. In 1847 vroeg de Tagsatzung opnieuw om de opheffing van de Sonderbund, maar weer ging men hier niet op in en het leger van het Eedgenootschap mobiliseerde.
Op 21 oktober 1847 werd Guillaume Henri Dufour benoemd tot opperbevelhebber van het Zwitserse leger met de rang van Zwitsers generaal, de hoogste rang in het Zwitserse leger in oorlogstijd. Ook het leger van de Sonderbund mobiliseerde, onder leiding van generaal Johann-Ulrich von Salis-Soglio.

## Optreden tijdens de Sonderbundoorlog
Op 3 november 1847 verklaarde het Eedgenootschap de Sonderbund de oorlog en op 11 november rukte het 100.000 man sterke leger van generaal Dufour op. Dufour liet zijn mannen eerst oprukken naar het kanton Fribourg, dat enigszins geïsoleerd lag van de rest van de Sonderbund. Fribourg capituleerde op 14 november. Dit was een slag voor de Sonderbund, maar de strijd was nog zeker niet gewonnen: het kanton Luzern, het militair krachtigste en tevens politiek machtigste kanton van de Sonderbund was nog niet verslagen. Op 23 november vonden de slagen bij Gisikon en Meierskappel plaats. Beide plaatsen liggen in het kanton Luzern. Hier leden de mannen van Von Salis-Soglio beslissende nederlagen. Op 24 november capituleerde Luzern. Hierna volgden de capitulaties van de vijf andere kantons. Het laatste kanton, Wallis, capituleerde op 1 december. Hiermee kwam een definitief einde aan de Sonderbund-oorlog.
Op 12 september 1848 kwam de Bondsrepubliek Zwitserland tot stand. In augustus 1849 werd Dufour in verband met de revolutie in het groothertogdom Baden opnieuw tot opperbevelhebber benoemd.

## Neuchâtelcrisis
Op 27 december 1856 werd Dufour opnieuw benoemd tot opperbevelhebber van het leger. Ditmaal dreigde het Neuchâtelcrisis uit de hand te lopen. Vanaf 1815 maakte het kanton Neuchâtel deel uit van het Zwitserse Eedgenootschap, maar bleef ook als prinsdom deel uitmaken van Pruisen. De koning van Pruisen was ook vorst van Neuchâtel. In maart 1848 grepen revolutionairen onder Alexis-Marie Piaget de macht in Neuchâtel en riepen de republiek uit. De koning van Pruisen legde zich hier niet bij neer. In 1856 probeerden royalisten in Neuchâtel de macht te grijpen, maar deze staatsgreep werd afgeslagen. De koning van Pruisen dreigde met militair ingrijpen. De Europese mogendheden wezen de dreigementen van de koning van Pruisen af en de Pruisische koning deed afstand van zijn rechten op Neuchâtel. In 1856 sloten de Pruisische en de Zwitserse regering het Verdrag van Parijs.
In 1859 was Dufour voor de laatste maal opperbevelhebber van het leger toen de Tweede Italiaanse Onafhankelijkheidsoorlog woedde.

## Medeoprichter Rode Kruis

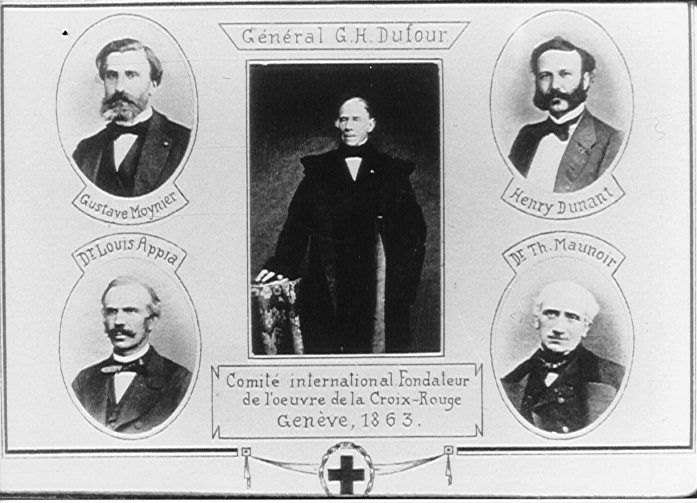
De vijf oprichters van het Rode Kruis, afbeelding uit de 19e eeuw

Samen met Henri Dunant, de artsen Théodore Maunoir en Louis Appia en de jurist Gustave Moynier richtte Dufour op 9 februari 1863 het Comité van Vijf op, dat vijf dagen later de naam Internationaal Comité van Hulpgenootschappen van Verpleegkundigen van Gewonden kreeg. In 1876 werd de naam van dit comité gewijzigd in het Internationale Rode Kruis. Hoewel hij aanvankelijk kritisch stond over de idealistische plannen van Henri Dunant om een comité voor (oorlogs)gewonden op te richtten, besloot hij toch mee te helpen bij de oprichting. Zijn gevoel voor rechtvaardigheid en bekommering om het lot van oorlogsgewonden speelde hierbij een grote rol. Dufour was de eerste (1863-1864) voorzitter van het Rode Kruis. In 1864 zat Dufour de Geneefse Conventie voor.

## Overige activiteiten
Guillaume Henri Dufour werd in 1819 voor de liberalen in de Grote Raad van Genève gekozen. Na de revolutie in het kanton Genève in 1841 werd hij in de grondwetgevende vergadering gekozen. In 1842 werd hij in de Grote Raad van het kanton gekozen en nam hij ook zitting in de gemeenteraad van de stad Genève. Na de revolutie van 1846 in Genève, die de radicalen onder James Fazy aan de macht bracht, werd hij een van Fazy's tegenstanders. Van 1848 tot 1857 was hij lid van de Nationale Raad en van 1862 tot 1866 vertegenwoordigde hij Genève in de Kantonsraad.
Guillaume Henri Dufour had van 1847 tot 1855 zitting in de Synode van Genève.

## Trivia
- De Dufourspitze in Monte Rosa is naar hem vernoemd.
- Dufour was een tegenstander van extreemrechts en extreemlinks, zelf was hij conservatief-liberaal.
- Dufour was nauw betrokken bij het ontwerp van de vlag van het Rode Kruis.
- Toen de Britse delegatie tijdens de Geneefse Conventie het onbehoorlijk vond dat men geen zegel had, sneed Dufour volgens de overlevering een knoop van zijn jas en presenteerde deze als zegel van de Geneefse Conventie.